# Тарафа
Абу Амр Та́рафа ибн аль-Абд аль-Бакри (араб. أبو عمرو طرفة بن العبد البكري‎), известный как Та́рафа (араб. طرفة‎) — выдающийся арабский поэт середины VI века из племени бакр ибн ва’ил, автор одной из муаллак.

## Биография
Его полное имя: Тарафа ибн аль-'Абд ибн Суфьян ибн Малик аль-Бакри аль-Ваили. Как и у большинства доисламских поэтов, в дошедших о Тарафе биографических преданиях, часто различающихся в деталях, невозможно отделить исторические факты от легендарных.
Считают, что Тарафа ибн аль-Абд родился около 543 года в Бахрейне, исторической области на западном побережье Персидского залива (северо-восток Аравийского полуострова). Рассказывают, что поэт вел легкомысленный образ жизни, проматывая имущество рода. За это он был выгнан из племени, «словно вымазанный дегтем чесоточный верблюд».
Вместе со своим дядей, также знаменитым поэтом, аль-Муталаммисом Тарафа поселяется при дворе короля Хиры Амра ибн Хинда (554—568[9?]) из династии Лахмидов. Однако поэт неосторожно разгневал короля едкой эпиграммой. Коварный хозяин, не желая лично нарушать законы гостеприимства, с притворным дружелюбием отправил дядю и племянника с посольством в Бахрейн к персидскому наместнику. Каждый из них получил по запечатанному посланию, в которых содержалась просьба немедленно казнить посланных. Заподозрив беду, аль-Муталаммис вскрыл своё письмо. Один из жителей Хиры разъяснил его страшное содержание неграмотным поэтам. Аль-Муталаммис выбросил письмо в реку и отправился на родину, посоветовав Тарафе поступить так же. Но Тарафа гордо отказался распечатать порученное ему послание, добрался до Бахрейна и был похоронен заживо (видимо, около 569 года).

## Творчество
Тарафа — один из семи бедуинских поэтов, чьи лучшие поэмы-касыды попали в список избранных «муаллак», шедевров арабской литературы. Хотя в своих стихах Тарафа придерживается строгих жанровых канонов арабской поэзии, сравнительно с другими авторами муаллак в его стихах большее место занимают героические мотивы и превознесение мотовства, пиров и пьянства, переплетающееся с самооправданиями по поводу такого образа жизни. Он отличается наблюдательностью и точностью в описании бытовых деталей (вообще говоря, характерной для древнеарабской поэзии). Занимающее около трети объёма его муаллаки восхваление достоинств быстроногой ездовой верблюдицы многими арабскими филологами признавалось лучшим описанием верблюдов, и стало хрестоматийным.